# Gregorio Pacheco
Gregorio Pacheco Leyes (Llivi Livi, Imperio español; 4 de julio de 1823 - Tatasi, Bolivia; 20 de agosto de 1899) fue un contador, empresario y político boliviano que ocupó la presidencia de Bolivia de 1884 a 1888, tras concluir la guerra del Pacífico.

## Primeros años

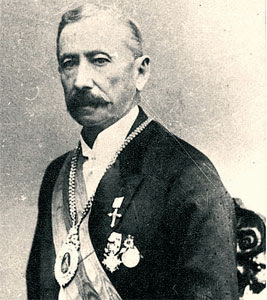
Gregorio Pacheco Leyes

Sus padres fueron José Brígido Pacheco y Josefa Leyes Madariaga. Estudió en la ficia de San Francisco Xavier de Chuquisaca más no terminó sus estudios superiores, pues desde muy joven se dedicó a la actividad minera en que hizo rápida y elevada fortuna, que le permitió viajar a la entonces lejana Europa, donde adquirió alguna cultura y mucha experiencia.

## Victoria electoral y presidencia
Desde muy joven, se interesó por la política y se convirtió en el principal dirigente del Partido Demócrata. En 1884 ganó unas reñidas elecciones generales venciendo a Aniceto Arce, del Partido Conservador, y Eliodoro Camacho, del Partido Liberal. Fue en estos comicios que se introdujo en las elecciones el factor de “coima” (manera coloquial propia de Bolivia de llamar al soborno), en una famosa guerra del “cheque” contra el cheque, según expresión de Arce, que no ocultaba la paternidad de este inmoral procedimiento. 
A Pacheco le correspondió dar rumbo a su nación a poco de ocurrida la derrota en la Guerra del Pacífico, en la que Bolivia perdió su departamento del Litoral, arrebatados por Chile. En 1884 negoció un acuerdo de tregua con esta nación; el tratado de paz definitivo no se firmaría sino hasta 1904. En 1886 negoció un tratado de límites con el Perú.
Pacheco fue un presidente magnánimo, construyó a propias expensas el Instituto Psiquiátrico de Sucre, fundado en 1884. Reunió el Congreso en Cochabamba y se fijaron definitivamente los emblemas patrios. Con el fin de incorporar a la vida nacional territorios alejados, fundó el 13 de julio de 1885 el Puerto Pacheco, situado en la margen derecha de río Paraguay. En su presidencia se inauguró el primer servicio internacional telegráfico de La Paz a Lima y se abrió en 1886 en Sucre el Banco Hipotecario Garantizador de Valores. Fue un impulsor de las ciencias y la tecnología juntamente con Aniceto Arce.
Una característica singular de Pacheco fue su filantropía, puesto que hizo muchas obras de caridad con su propio dinero, pues era afortunado minero de las minas de plata y acero. En ambiente de total tranquilidad y concordia transcurrió su gobierno que dispuso expediciones al Gran Chaco para sentar soberanía. Construyó caminos que integraron al país; pagó así mismo, con dinero propio, una deuda del país al Perú, que ascendía a la entonces elevada suma de 50.000 pesos bolivianos. El hecho de que haya formado su propio partido político le significó enfrentar rebeliones de los liberales y en consecuencia gobernó con firmeza. Estableció un gobierno de coalición con el Partido Conservador y trató de normalizar la situación política del país mediante la promulgación de una amnistía general. Contó con un fuerte apoyo militar.

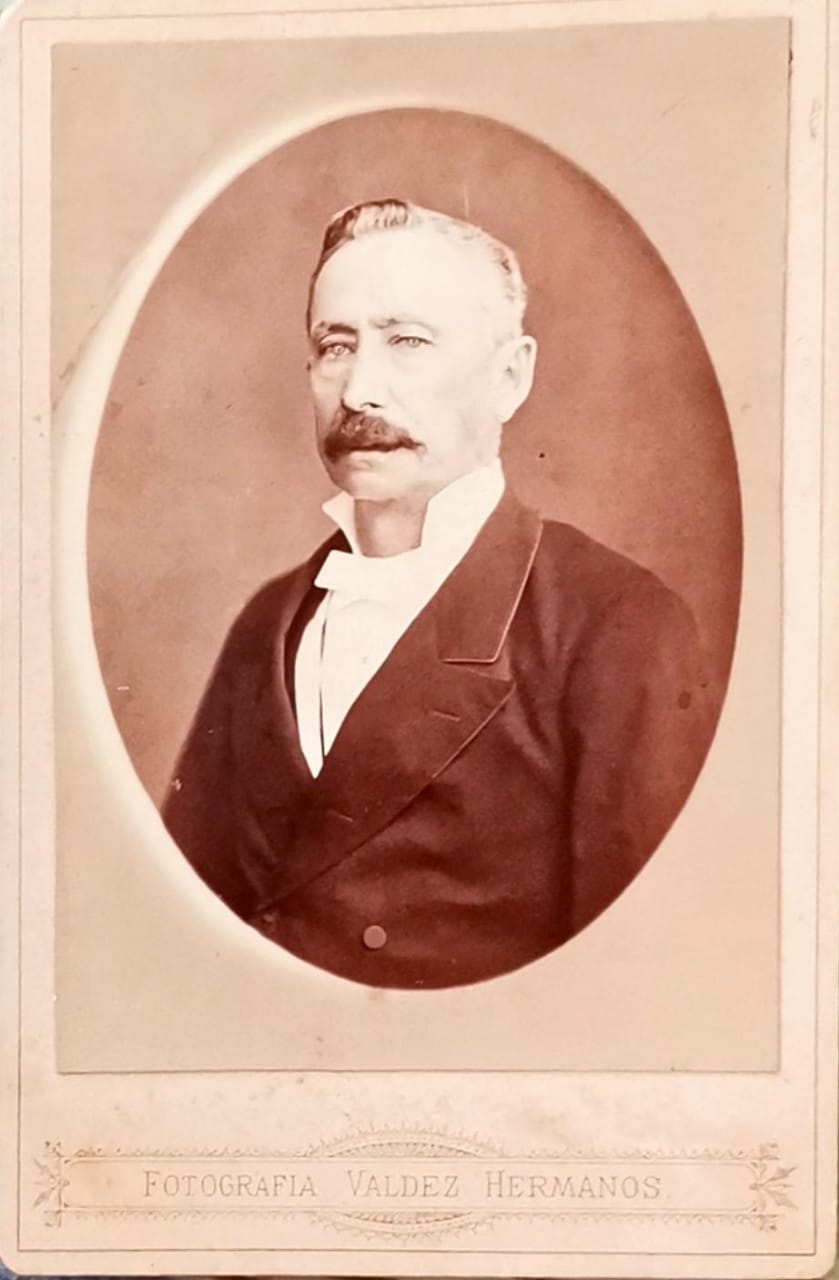
Gregorio Pacheco - Presidente de Bolivia (Fotografía: Hermanos Valdez)

Finalizó su mandato con la satisfacción del deber cumplido y apoyando la campaña electoral de Aniceto Arce en 1888, tal y como había acordado con los conservadores al comienzo de su mandato. Falleció en el asiento minero de Tatasi, en el municipio de Atocha, el 20 de agosto de 1899. Fue sepultado detrás de la iglesia de dicho pueblo. 

### Actos administrativos
- La modernización del país con la instalación de luz eléctrica en la ciudad de La Paz y el telégrafo, que conectó al país con el mundo a través de una línea internacional del Perú.
- La fundación de Puerto Pacheco, que más tarde cayó a manos de Paraguay
- La construcción del Centro Psiquiátrico en Sucre que hoy lleva su nombre.
- La firma del tratado de límites con el Paraguay.
- La exploración del Chaco por una comisión encabezada por Arthur Thouar Antonio Tovar.